# Moustajon
Moustajon – miejscowość i gmina we Francji, w regionie Oksytania, w departamencie Górna Garonna.
Według danych na rok 1990 gminę zamieszkiwały 174 osoby, a gęstość zaludnienia wynosiła 76 osób/km² (wśród 3020 gmin regionu Midi-Pyrénées Moustajon plasuje się na 889. miejscu pod względem liczby ludności, natomiast pod względem powierzchni na miejscu 1699.).